# Station Haga
Station Haga is een station in Haga in de gemeente Nes in fylke Viken  in  Noorwegen. Het station ligt aan Kongsvingerbanen. Haga dateert uit 1862 en is een ontwerp van de Duitse architecten Heinrich Ernst Schirmer en Wilhelm von Hanno. Het stationsgebouw wordt beschermd als gemeentelijk monument.